# АКСМ-85300М

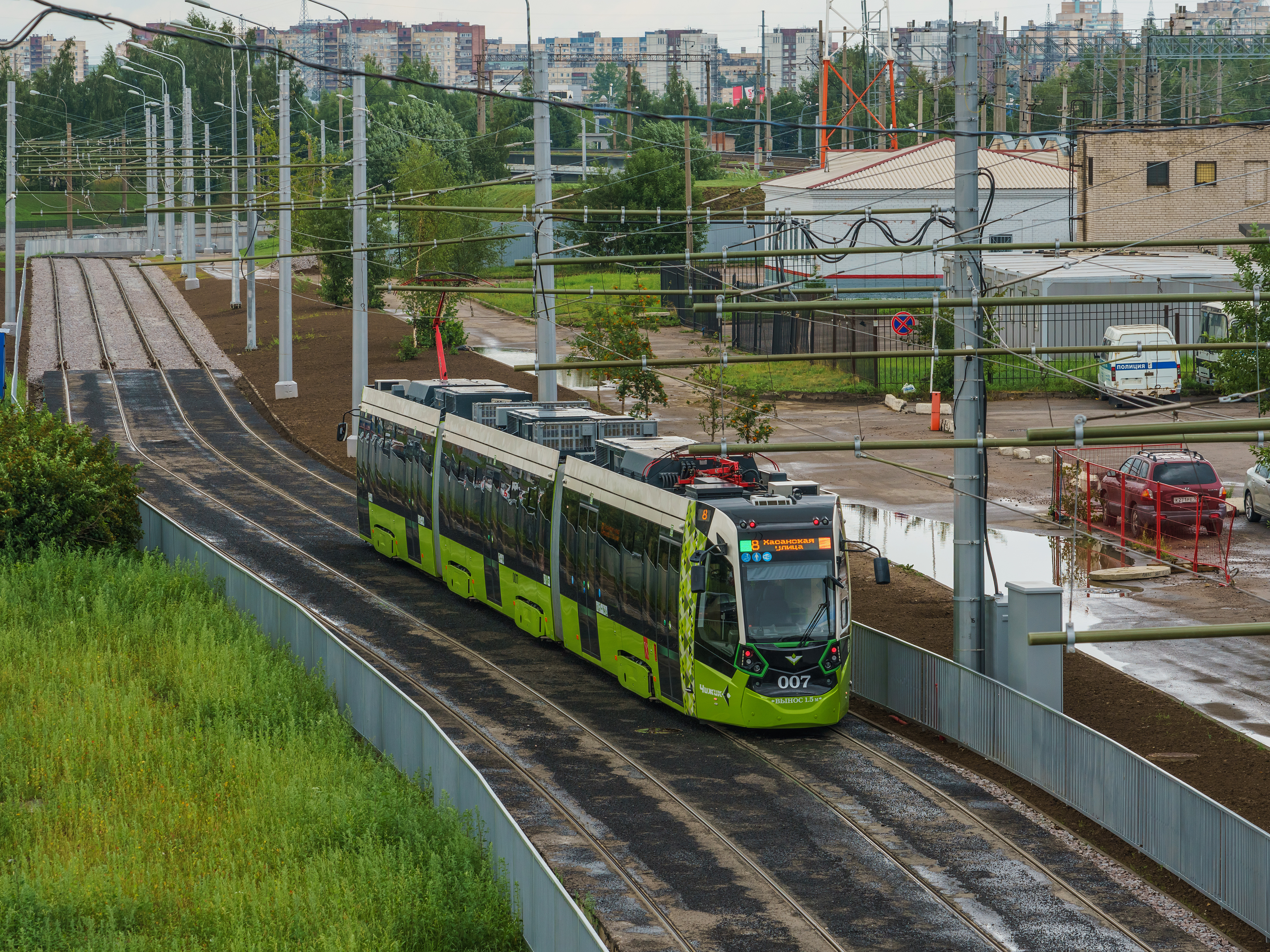
Stadler 85300М

Stadler 85300М («Метелиця») — трисекційний шестиосний низькопідлоговий трамвай, розроблений швейцарською компанією "Stadler Rail" і випускається заводом «Stadler Minsk». Дизайн трамвая розроблений бюро промислового дизайну promdesign.by. Проходив випробування спочатку в Москві з 1 лютого по 4 червня 2015 року, а потім з 5 червня 2015 року по 30 березня 2016 року проходив обкатку на лініях Самари.

## Технічні характеристики
Технічні характеристики Stadler B85300M, Stadler B85600M, Stadler B85601M наведені в таблиці:
| Параметр                                             | Модифікації    | Модифікації    | Модифікації    |
| Параметр                                             | Stadler 85300M | Stadler 85600M | Stadler 85601M |
| Шириная колії, мм                                    | 1524           | 1524           | 1435           |
| Напруга в мережі, В                                  | 400-720        | 400-720        | 525-900        |
| Напрямок руху                                        | Двостороннє    | Двостороннє    | Двостороннє    |
| Кількість секцій                                     | 3              | 3              | 3              |
| Осьова формула                                       | 3×(20—20)      | 4×(20—20)      | 20—2—2—20      |
| Кількість сидячих місць                              | 60             | 66             | 66             |
| Пасажиромісткість (5 чол./м2, сидячі + стоячі місця) | 183            | 256            | 221            |
| Пасажиромісткість (8 чол./м2, сидячі + стоячі місця) | 259            | 376            | 376            |
| Низька підлога                                       | 100 %          | 100 %          | 100 %          |
| Ширина дверного отвору                               | 1300           | 1300           | 1300           |
| Кількість дверей з одного боку                       | 4              | 5              | 5              |
| Довжина                                              | 26715          | 33450          | 33760          |
| Висота                                               | 3570           | 3570           | 3600           |
| Ширина                                               | 2500           | 2500           | 2500           |
| База візка                                           | 1800           | 1800           | 1800           |
| Діаметр колеса, мм                                   | 530-610        | 530-610        | 530-610        |
| Сумарна максимальна потужність двигунів              | 560            | 560            | 420            |
| Максимальне прискорення, м/с²                        | 1,24           | 1,5            | 1,1            |
| Максимальна швидкість, км/год                        | 75             | 75             | 60             |
| Пісочниці з електропідігрівом                        | 8              | 12             | 12             |

## Конструкція

### Механічна частина
Кузов
Пасажирські двері вагона двокабінного виконання знаходяться з обох боків вагона, що поряд з наявністю другої кабіни дає можливість використовувати трамвай на маршрутах без оборотних кілець.
Каркас трамвая виготовлений з низьколегованої сталі та обшитий деталями склопластику та алюмінієвими панелями, що, за заявою виробника, сприяє збільшеному терміну служби та легкості у технічному обслуговуванні. 
Вагон рухається чотирма електродвигунами з повітряним охолодженням. 
Конструкція розроблена з урахуванням кліматичних умов Росії та Білорусі та допускає експлуатацію у діапазоні температур від -40 до 40 °C.

### Інтер'єр
Внутрішня обшивка – пластик та алюмінієві панелі, композиційні матеріали.
Внутрішнє оформлення може змінюватись в залежності від індивідуальних вимог замовника, можливе оснащення кондиціонером, інформаційними рідкокристалічними екранами, інформаційною системою «Іскра», камерами відеоспостереження, розетками 220 В та USB-роз'ємами для підзарядки мобільних електронних пристроїв. 
Для людей з обмеженими можливостями трамвай обладнаний спеціальними зонами для інвалідних крісел з ременями безпеки та пандусами.

## Модифікації
- Stadler 822 — двосекційна версія. Має чотири двері для входу пасажирів, 31 сидяче місце;
- Stadler 85600M «Чижик» — трисекційна версія на базі Stadler 85300M "Metelitsa". Відрізняється довшою середньою секціє[1]
- Stadler 85601M — Stadler B85600M для міста Кочабамба[2] відрізняється збільшеною (порівняно з версією Stadler 85300M «Metelitsa») середньою секцією;
- Stadler 877 — п'ятисекційна версія. Має по шість дверей для входу пасажирів, 104 сидячі місця.
- АКСМ-85300M «Метелиця» — виробництво Білкомунмаш

До двосторонніх моделей до кінця позначення додаються символи «00М», «01М» тощо.